# Yukio Akakariyama
Yukio Akakariyama (jap. 赤狩山 幸男, Akakariyama Yukio; * 13. März 1975, Präfektur Osaka) ist ein japanischer Poolbillardspieler. Er wurde 2011 Weltmeister in der Disziplin 9-Ball.

## Karriere
Im November 2008 wurde Akakariyama Neunter bei den Japan Open. Im Juni 2009 erreichte er das Halbfinale der China Open. Im Oktober 2009 wurde er Dreizehnter bei den US Open. Einen Monat später schaffte er es in die Finalrunde der 10-Ball-Weltmeisterschaft, in der er dem Taiwaner Chao Fong-Pang in der Runde der letzten 64 unterlag.
Im Februar 2010 erreichte er mit dem Achtelfinale bei den French Open sein bisher bestes Ergebnis auf der Euro-Tour. Im April 2010 gelangte er ins Achtelfinale der 8-Ball-WM, das er gegen Ruslan Tschinachow mit 7:10 verlor. Bei der 9-Ball-WM 2010 schied er in der Runde der letzten 64 gegen Oliver Medenilla aus. Im November 2010 erreichte er das Halbfinale der All Japan Open.
Bei der 8-Ball-WM 2011 schied Akakariyama in der Runde der letzten 56 aus. Im Mai 2011 erreichte er das Halbfinale der 10-Ball-WM und unterlag dort dem späteren Weltmeister Huidji See mit 6:9. Einen Monat später schaffte er es bei den China Open ins Viertelfinale. Bei der 9-Ball-WM 2011 gelang ihm nach Siegen gegen Karlo Dalmatin, Carlo Biado und Mark Gray der Einzug ins Finale. Dort besiegte er den Philippiner Ronato Alcano mit 13:11 und wurde damit 9-Ball-Weltmeister. Im September 2011 nahm Akakariyama zum bislang einzigen Mal am World Pool Masters teil und schied im Achtelfinale gegen Raj Hundal aus. Einen Monat später wurde er Neunter bei den US Open.
Im Februar 2012 erreichte Akakariyama das Achtelfinale der 8-Ball-WM und verlor dort gegen Roberto Gomez. Bei der 9-Ball-WM 2012 schied er im Sechzehntelfinale gegen Thorsten Hohmann aus. Im September 2012 erreichte er das Halbfinale der China Open. Bei den World Games 2013 schaffte er es ins Viertelfinale, in dem er dem Chinesen Liu Haitao mit 7:11 unterlag. Nachdem er bei den 9-Ball-Weltmeisterschaften 2013 und 2014 in der Vorrunde ausgeschieden war, erreichte er 2015 wieder die Finalrunde und schied im Sechzehntelfinale gegen Ko Ping-chung aus.
Akakariyama nahm bislang einmal am World Cup of Pool teil. 2011 bildete er gemeinsam mit Lo Li-wen das japanische Team und erreichte das Achtelfinale.
Mit der japanischen Nationalmannschaft nahm er 2010 und 2012 an der Team-Weltmeisterschaft teil und wurde 2012 Vizeweltmeister.

## Erfolge
| 9-Ball-Weltmeister: | 2011 |